# عين لندن
لندن أي أو عجلة لندن (بالإنجليزية: London Eye)‏ هي عجلة سياحية ضخمة أو دولاب هواء تم إنشاؤه في العاصمة البريطانية قبيل مطلع القرن الحادي والعشرين وتعد من معالم لندن السياحية وتقع على ضفاف نهر التايمز يمكن للشخص ركوبها لمشاهدة معالم مدينة لندن والتمتع بالمناظر الجميلة أثناء دورانها حول محورها. ويمكن للشخص وهو راكب عجلة لندن العملاقة أن يرى كثيرا من الأشياء حتى مسافة 40 كيلومتر في المتوسط، وأيضا رؤية بعض المعالم البارزة الشهيرة مثل كاتدرائية سنت بول وقصر وستمنستر وقلعة وندسور. ويوجد بهذه العجلة 32 كابينة صغيرة يمكنها أن تحمل 15 ألف زائر يوميا.